# Воронцов, Николай Васильевич
Николай Васильевич Воронцов (1833—1893) — горный инженер, механик, металлург, один из организаторов сталепушечного и сталелитейного производства в России.

## Биография

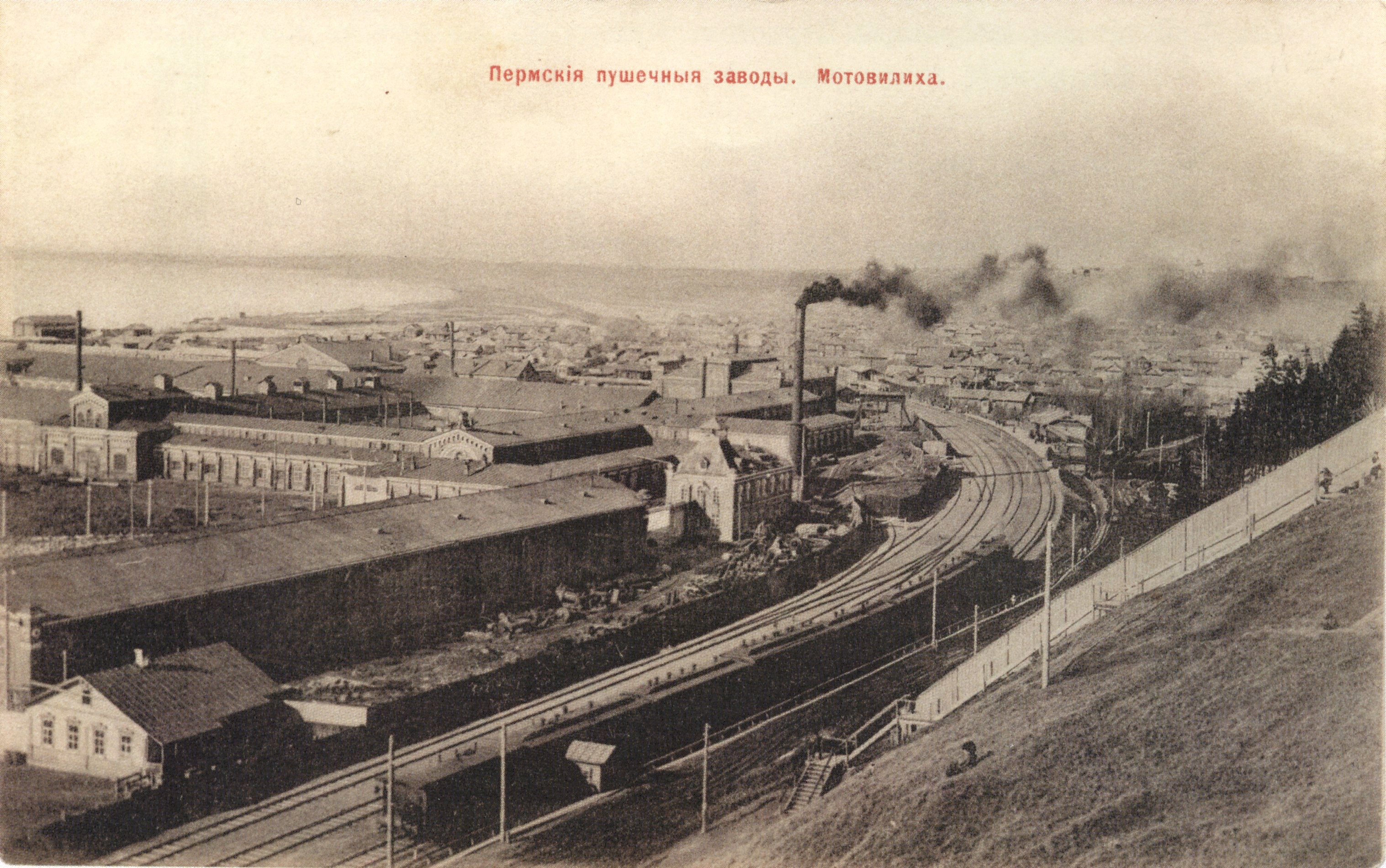
Пермские пушечные заводы до революции

Родился 7 (19) мая 1833 года в поселке Кушвинского завода Пермской губернии в семье артиллерийского капитана, приёмщика снарядов от Гороблагодатского горного округа; брат Владимира Воронцова, тоже горного инженера.
В 1845—1853 годах учился в петербургском институте Корпуса горных инженеров. В октябре 1853 года был назначен практикантом на Златоустовский оружейный завод, а в августе 1854 года переведён на должность механика.
С декабря 1859 до сентября 1861 года Воронцов находился в заграничной командировке в Европе, посетил в Англию, Бельгию, Германию, Францию, где изучал заводское дело. С декабря 1861 года он стал механиком Златоустовских заводов и помощником П. М. Обухова по сталелитейной фабрике, а также управляющим Оружейной фабрики. В августе 1863 года Н. В. Воронцов был назначен начальником строительства Пермского сталепушечного завода; в 1864 году здесь было изготовлено первое стальное орудие, успешно прошедшее испытание. С 1865 года он — управляющий Пермским сталепушечным заводом. В 1866—1867 работал над совершенствованием технологии производства стальных пушек, благодаря чему в 1868 году началось массовое производство 8-дюймовых стальных пушек. С 1871 года Воронцов — горный начальник Пермских пушечных заводов, где установил много разнообразного оборудования, включая 50-тонный паровой молот, а в 1875 году построил первую на заводе мартеновскую печь. За продукцию Пермских пушечных заводов, представленных на Всемирной промышленной выставке в Вене в 1873 году, был удостоен «Медали сотрудничества» В этом же году принимал участие в Лондонской международной выставке.
В 1876 году Николай Васильевич Воронцов был переведен в Санкт-Петербург и назначен членом Горного совета и Горного ученого комитета. В 1877—1883 годах был директором Путиловского сталелитейного завода, с 1885 года — директором Горного института. Имел чин тайного советника (с 1886), был автором печатных работ.
Умер 15 (27) января 1893 года в Санкт-Петербурге. Был похоронен на станции Любань Новгородской губернии.

## Награды
- Был награждён орденами Св. Станислава 3-й степени (1859). Св. Анны 3-й степени (1861), Св. Станислава 2-й степени (1863), Св. Владимира 4-й степени (1867), Св. Анны 2-й степени (1869), Св. Станислава 1-й степени (1888), Св. Анны 1-й степени (1891).